# Tiroler Künstlerschaft
Die Tiroler Künstlerschaft (heute: „Künstler:innen Vereinigung Tirol“) ist eine gemeinnützige und politisch unabhängige Vereinigung Bildender Künstler im österreichischen Bundesland Tirol mit Sitz in Innsbruck.

## Geschichte und Bedeutung

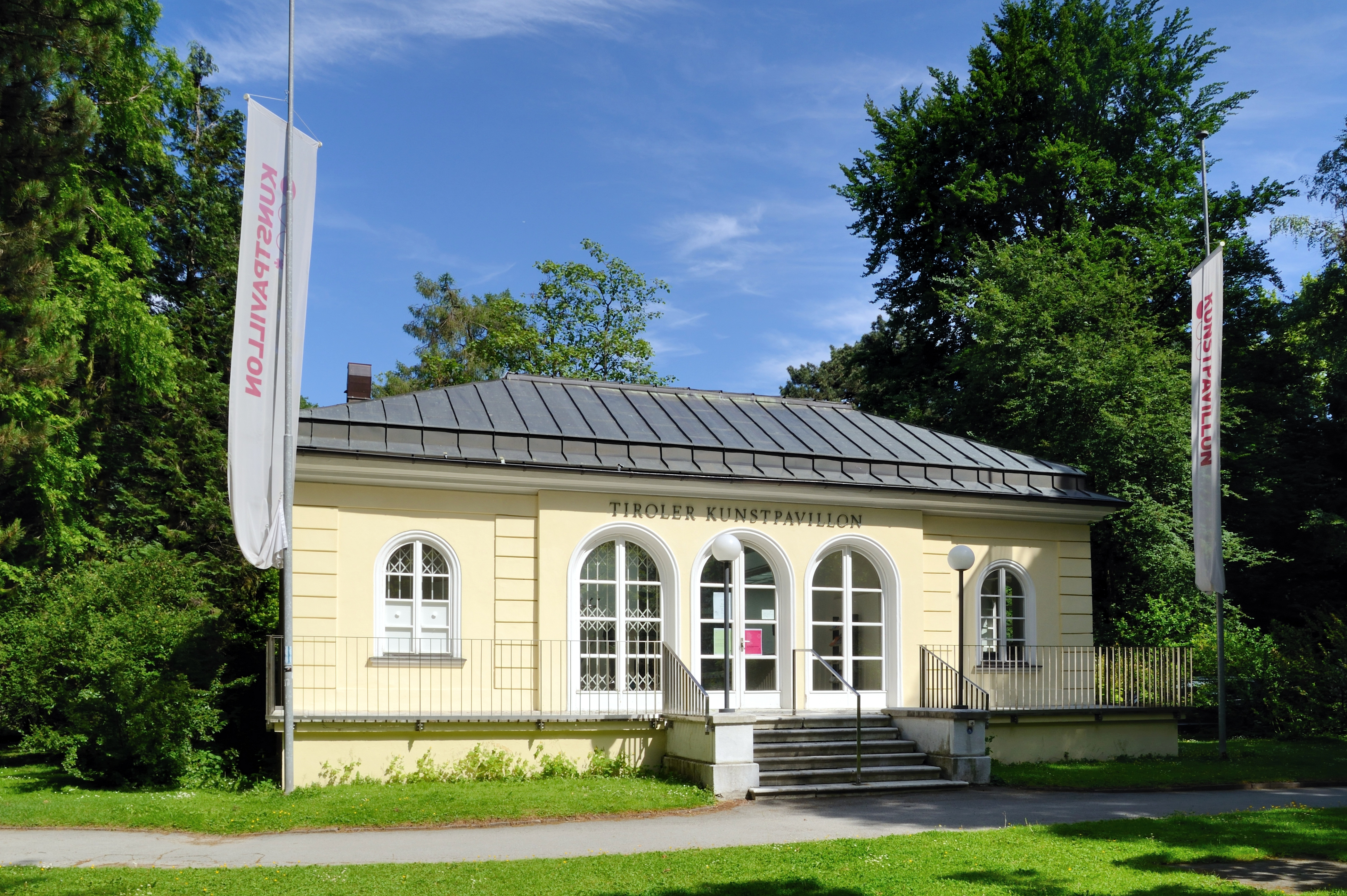
Tiroler Kunstpavillon im Innsbrucker Hofgarten

Der Verein „Tiroler Künstlerschaft“ wurde 1946 als private Interessenvertretung von Bildenden Künstlern mit Geburtsort, Wohnsitz oder künstlerischem Wirken im Bundesland Tirol gegründet. Im Laufe der Zeit wurde der Verein als „offizielle“ Vertretung der Bildenden Kunst in Tirol anerkannt und hat derzeit de facto die Funktion der Berufsvereinigung der bildenden Künstler Österreichs für Tirol inne, da in Tirol bis heute keine Landesorganisation des o.a. Berufsverbandes existiert. Vereinszweck ist es also vorwiegend, die kulturellen, wirtschaftlichen und sozialen Interessen Bildender Künstler mit Bezug zu Tirol zu vertreten und zu fördern.
Die Tiroler Künstlerschaft wurde 2019 in „Künstler:innen Vereinigung Tirol“ umbenannt.
Der Verein zählt derzeit 357 Mitglieder (Stand: Oktober 2023).
Diese Vereinigung betreibt derzeit mit Förderung des Landes Tirol folgende Einrichtungen/ Ausstellungsorte in Tirol: 
- Tiroler Kunstpavillon[2]
- Neue Galerie in der Hofburg Innsbruck[3]
- Künstlerhaus im Schloss Büchsenhausen[4]

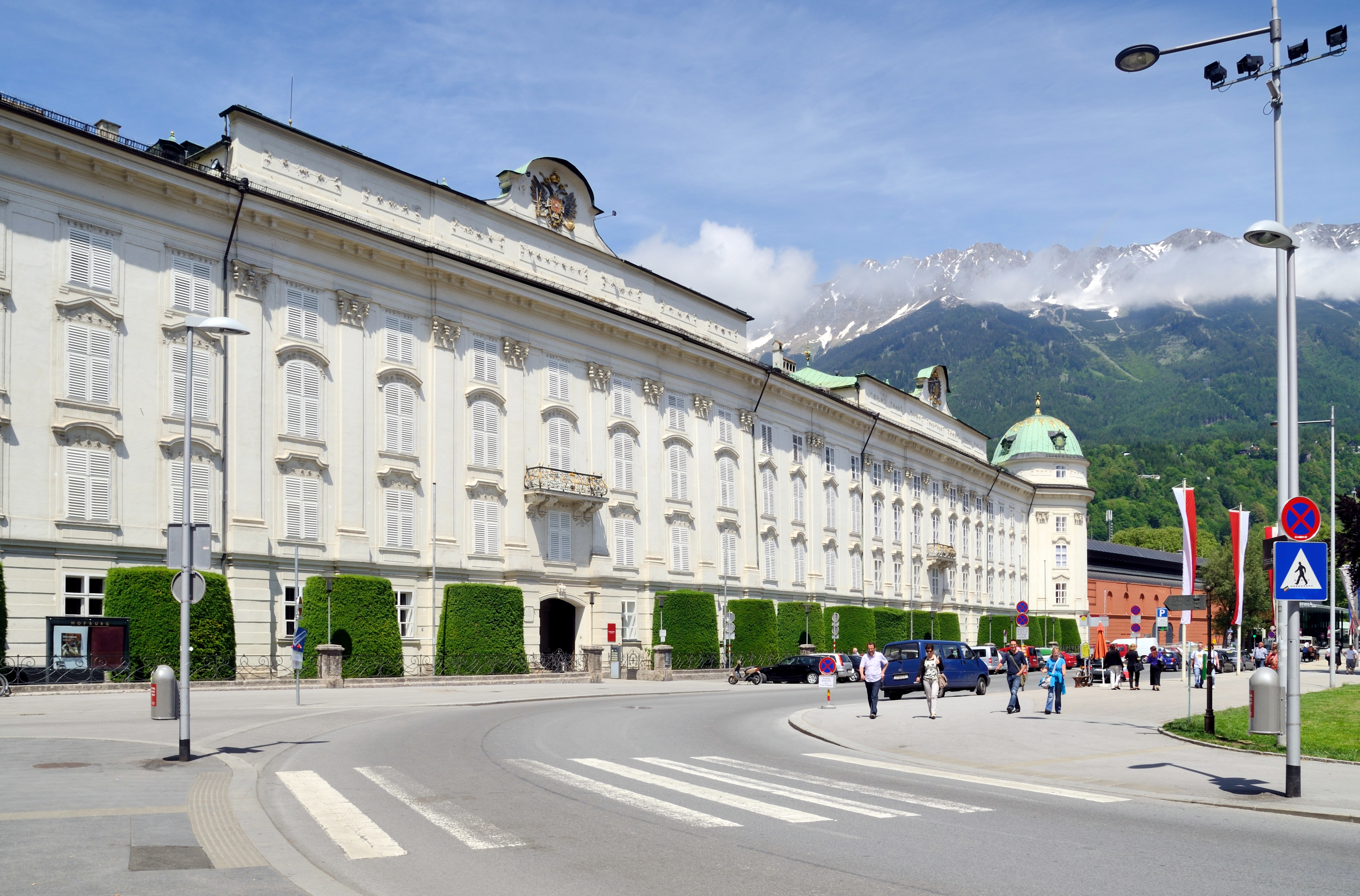
Hofburg (Innsbruck), Fassade

## Aktivitäten heute

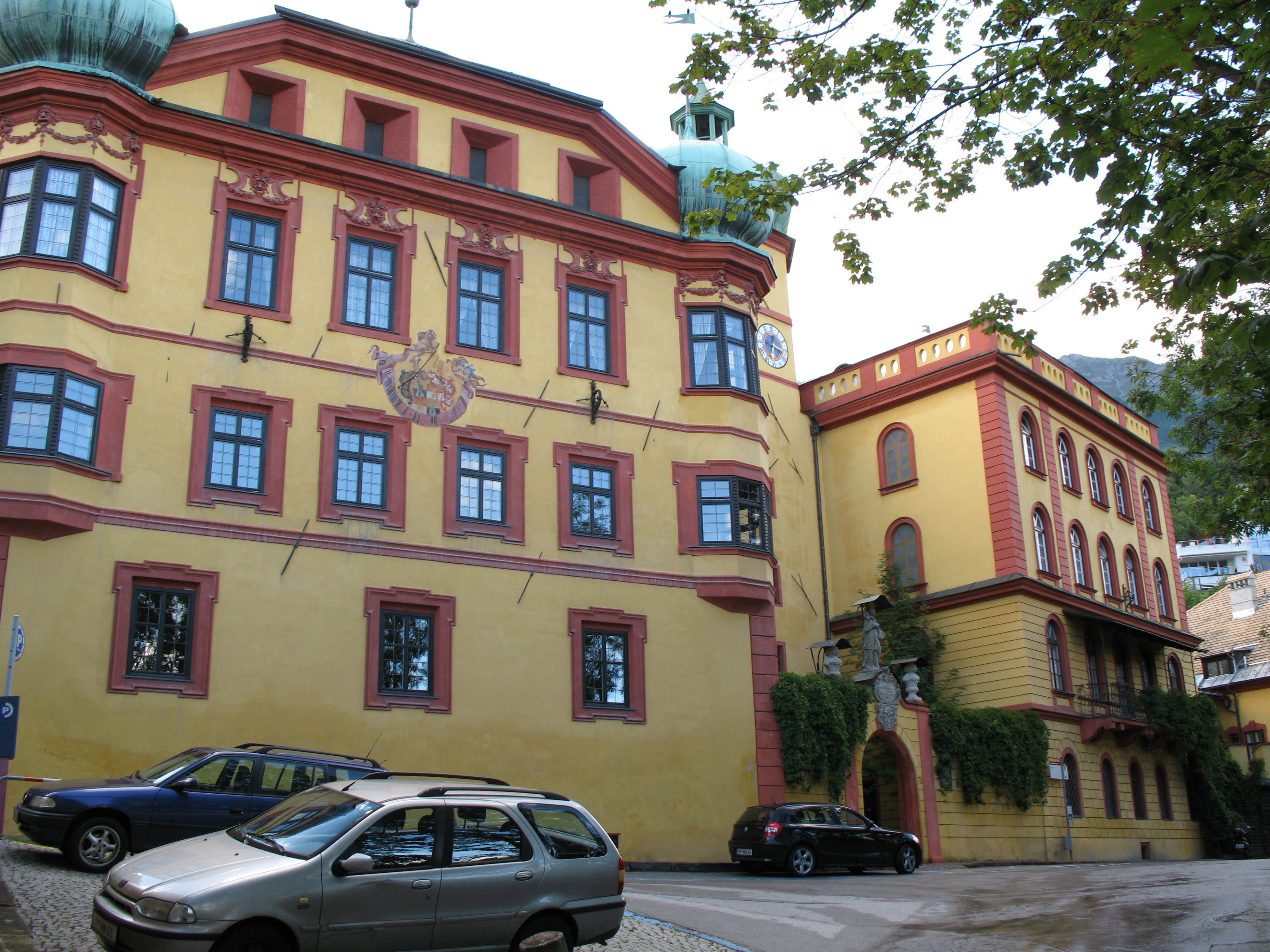
Kunst- und Atelierhaus Schloss Büchsenhausen in Innsbruck

Diese Künstlervereinigung legt einerseits im „Kunstpavillon Innsbruck“ und in der „Neuen Galerie in der Hofburg Innsbruck“ ihren Schwerpunkt auf die Erarbeitung von Ausstellungen internationaler Künstler in Zusammenarbeit mit regional ansässigen Künstlern bzw. Mitgliedern, die regionale Tiroler Positionen in das Umfeld von verwandten Arbeits- und Denkweisen stellen sollen und können.
Das „Künstlerhaus Schloss Büchsenhausen“ ist andererseits ein Zentrum für Produktion, Forschung und Diskussion im internationalen und regionalen Dialog. Es stellt Künstlern, Kuratoren, Kunstkritikern und -theoretikern eine Plattform zur Verfügung, die die Entwicklung und die Produktion künstlerischer und kunsttheoretischer Projekte in einem kritischen Kontext ermöglicht. Zugleich bildet es ein Forum für einen direkten Austausch zwischen allen beteiligten Personen und vereint zwei Förderungsprogramme des Vereins gemeinsam mit dem Land Tirol unter einem Dach. Es ist einerseits Austragungsort des „Internationalen Fellowship-Programms für Kunst und Theorie“, in dessen Rahmen graduierte Künstler, Kuratoren und Kunsttheoretiker/-kritiker für ein bis zwei Semester nach Innsbruck kommen und hier an ihren Projekten arbeiten. Andererseits ist es das geförderte „Atelierhaus für in Tirol lebende Künstler“, die einen Arbeitsraum in einer künstlerisch interessanten Umgebung suchen.
Diese Tiroler Künstlervereinigung koordiniert im Auftrag des Landes Tirol auch die Förderaktion „Kunst im öffentlichen Raum“ (Abwicklung des Auswahlverfahrens, Hilfe bei der Umsetzung der Projekte, Ansprechstelle für Auskünfte und Fragen).